# Luis Olarra Ugartemendía
Luis Olarra Ugartemendía (Tolosa, 23 de agosto de 1923-Houston, 22 de noviembre de 1994) fue un industrial y político español.

## Biografía
Luis Olarra Ugartemendía fue un industrial guipuzcoano nacido en Tolosa el 23 de agosto de 1932. Inicia sus primeros estudios en el Colegio de los Escolapios de su ciudad natal para trasladarse posteriormente a Bilbao, donde estudia el bachillerato en los Padres Agustinos. Falleció a los 71 años en noviembre de 1994 de un tumor cerebral, en la ciudad norteamericana de Houston, donde estaba recibiendo asistencia médica.

### Trayectoria empresarial
Olarra empieza a trabajar con apenas veinte años en Trefilerías Nervión, para inaugurar en 1957, la primera planta de Aceros Olarra, con cincuenta operarios y que llega a alcanzar la cifra de más de dos mil trabajadores. Además de Aceros Olarra, en 1962 es nombrado presidente de Aceros de Llodio y dirige un año más tarde la empresa Material Auxiliar de Electrificación situada en Madrid. En 1964 da el salto al sector de tubos con la creación de Tubos Especiales, que posteriormente se convierte en Tubacex. En 1966 dimite de sus cargos para incorporarse a Olarra, S.A. para crear en 1974 en Suramérica, la empresa Acerías Bogotá S.A.
Luis Olarra llega a ponerse al frente de Aceros Finos Reunidos, que agrupa a once fábricas de acero, exportando a los Estados Unidos, la URSS, la CEE y algunos países de Iberoamérica. Años más tarde, en 1977, es uno de los fundadores, así como vicepresidente de la Confederación Española de Organizaciones Empresariales, CEOE.

### Extorsión de ETA
En esos años ochenta, uno de los objetivos de la banda terrorista eran los empresarios, Olarra no fue una excepción siendo varias veces objetivo de los terroristas ya fuera con atentados contra su persona, de los que sale indemne, como contra sus intereses empresariales. Pese a estos, es uno los primeros empresarios en romper el silencio dominante, negándose públicamente al pago de la extorsión terrorista encabezando un movimiento de oposición a ETA desde el sector empresarial.

## Actividad política

### Procurador y senador
Su trayectoria política empieza ligado al final del franquismo, periodo en el cual había sido procurador en las Cortes Orgánicas por el “tercio familiar”. Con el cambio de régimen, Olarra es senador de nombramiento real en junio de 1977 como miembro del Grupo Parlamentario Independiente (GPI). La Ley para la Reforma Política va a permitir al rey Juan Carlos I, elegir a cuarenta y un senadores entre los cuales, además de Olarra, están otros personajes como Rodolfo Martín Villa, Alfonso Escámez o Manuel Prado y Colón de Carvajal. En esta legislatura, Olarra forma parte de los órganos de la cámara como vocal de la Comisión de Economía y Hacienda, de la de Industria, Comercio y Turismo, de la de Trabajo y también de la de Peticiones. Causa baja el dos de enero de 1979 por la disolución de las Cortes para la convocatoria de nuevas elecciones.
El 27 de junio de 1977, Olarra cedió gratuitamente su avión privado a Manuel Ortínez y a Josep Tarradellas, para facilitar la “Operación Retorno” y la creación de la Generalidad. Ambos viajaron a Madrid, junto a Carlos Sentís, para entrevistarse con Adolfo Suárez y Juan Carlos I, en el primer viaje a España de Tarradellas desde el final de la Guerra Civil. Este viaje consolidó el retorno definitivo de Tarradellas a Cataluña en octubre del mismo año.

### Unión Foral 1979
En diciembre de 1978, una serie de partidos como Alianza Popular de Manuel Fraga, la Acción Ciudadana Liberal de José María de Areilza o el Partido Demócrata Progresista de Alfonso Osorio entre otros, se agrupan formando una coalición de partidos conocida como Coalición Democrática, que se presentan a las elecciones generales de marzo de 1979. En el País Vasco, los integrantes de Coalición Democrática, junto con los Demócratas Independientes Vascos José María Escudero y personas como Luis Olarra o Pedro Morales, deciden presentarse a las elecciones generales en las tres provincias como Unión Foral del País Vasco. Unión Foral del País Vasco se presentará a las elecciones celebradas el 1 de marzo de 1979, siendo los cabezas de lista Pedro Morales Moya por Álava, José María Escudero por Guipúzcoa y Luis Olarra por Vizcaya.  En estos comicios no logran representación sumando un total de 34.108 votos, de los cuales, el 6,28% son en Álava, el 1,04% en Guipúzcoa y en la provincia de Vizcaya, por la que se presenta Olarra, el 4,24%. En las municipales y forales del 3 de abril de ese mismo año, Unión Foral apenas logra presentar cuatro candidaturas, todas ellas en Álava, sin conseguir representación lo que lleva finalmente a su disolución. 
Luis Olarra no se desvincula de la política tras la disolución de Unión Foral llegando a formar parte del Comité Ejecutivo y de la junta directiva nacional de Alianza Popular. El 10 de septiembre de 1985, se le abre expediente y es suspendido cautelarmente por el Comité de disciplina de Alianza Popular debido a sus constantes críticas hacia los dirigentes del partido. La suspensión cautelar es entendida por el propio Olarra como una exclusión. En la Junta Directiva de septiembre de 1986, Luis Olarra abandona el partido aliancista junto con otros miembros como el destituido secretario general, Jorge Verstrynge, que es sustituido por Alberto Ruíz Gallardón.
A partir de este momento, Luis Olarra abandona la política activa centrándose en su actividad empresarial, así como también continúa publicando numerosos artículos y publicaciones.